# Eva Fiechter
 (novembre 2018).
Pour les articles homonymes, voir Fiechter.
Eva Fiechter (née à Genève) est une soprano suisse.

## Biographie
Née à Genève, la soprano Eva Fiechter étudie le chant et se perfectionne auprès de Claire Tièche à Genève. Durant ses études, elle participe aux Master classes d’Alexandrina Milcheva, Leontina Vaduva, Kiri Te Kanawa, Thomas Allen et Teresa Berganza.
Elle se produit en récital avec OpérafolieS à Genève et en France, l'Accademia Georg Solti Te Kanawa en Italie, avec l’Accademia Sacra à la radio Varna en Bulgarie et avec Exos Performance Project en Suisse et en Belgique. En outre, elle collabore dans de nombreux projets avec la metteure en scène Patricia Bopp tels que la Trilogie Electre au théâtre du Grütli, ou encore, au palais Mascotte, l'Electro-popéra Sept et demi dont elle est également coauteure.
A l'opéra, elle a chanté Lucy dans Le Téléphone de Menotti au théâtre Les Salons en 2007 et 2008. Elle fait ses débuts, en 2010, à l'Opéra de Fribourg dans le rôle de Boulotte dans Barbe-Bleue d'Offenbach, rôle qu'elle reprend à Besançon, Massy et Charleroi. Elle incarne, en été 2010 et janvier 2011, Vespetta dans Pimpinone de Telemann dans le cadre de La Route Lyrique, une production de l'Opéra de Lausanne.
Dotée d'un large registre vocal, l'artiste possède un large répertoire.
En 2011, Eva Fiechter est finaliste de l'audition annuelle du Centre Français de Promotion Lyrique, lauréate d'une bourse culturelle attribuée par la fondation Leenaards ainsi que d'une bourse attribuée par le Rolex Institute lors de sa participation à l'Accadémiea Solti Te Kanawa.
Elle a, parallèlement à sa carrière de chanteuse lyrique, développé une passion pour la création artistique plastique et littéraire qui l'a menée à réaliser des costumes, décors et accessoires sur diverses productions théâtrales. Avec le chanteur-guitariste Nicolas Lambert, elle a également écrit, composé et chanté durant six ans les chansons du trio Les Restes de Demain et a été deuxième prix poésie (premier prix non attribué) du Prix International Jeunes Auteurs 2003.

## Rôles
Elle se produit notamment à l'Opéra de Lausanne, à l'Opéra de Nice et à l'Opéra Saint-Moritz :
- Giannetta, dans L'elisir d'amore, Opéra de Lausanne, octobre 2012
- Cupidon, dans Orphée aux Enfers, Opéra de Lausanne, décembre 2012
- Un page, dans Rigoletto, Opéra Nice Côte d'Azur, mai 2017
- Bianca, dans Bianca e Fernando, Opéra Saint Moritz, novembre 2017